# ユークリッドの運動群
数学におけるユークリッド群（ユークリッド-ぐん、英: Euclidean group）あるいは運動群 (motion group) は、ユークリッド空間の対称性の群を言う。その元はユークリッド距離に付随する等長変換であり、合同変換あるいはユークリッドの運動 (motion) と呼ばれる。ユークリッドの運動群の研究は、少なくとも二次元や三次元の場合については極めて古く、群の概念が発するよりもずっと以前から（従ってもちろん群としてでなく、もっと陰伏的な形で）よく調べられている。
n-次元ユークリッド空間の運動群は E(n) や iso(n) などとも表される。
三次元までの等長変換についての概観
E(1), E(2), E(3) は自由度によって以下のように分類できる:
| 種類       | 自由度 | 向きを保つか |
| ---------- | ------ | ------------ |
| 恒等変換   | 0      | yes          |
| 平行移動   | 1      | yes          |
| 点対称変換 | 1      | no           |

| 種類           | 自由度 | 向きを保つか |
| -------------- | ------ | ------------ |
| 恒等変換       | 0      | yes          |
| 平行移動       | 2      | yes          |
| 点の周りの回転 | 3      | yes          |
| 線対称変換     | 2      | no           |
| 映進変換       | 3      | no           |

| 種類           | 自由度 | 向きを保つか |
| -------------- | ------ | ------------ |
| 恒等変換       | 0      | yes          |
| 平行移動       | 3      | yes          |
| 軸の周りの回転 | 5      | yes          |
| 螺旋変位       | 6      | yes          |
| 面対称変換     | 3      | no           |
| 平面映進       | 5      | no           |
| 広義の回転     | 6      | no           |
| 点に関する反転 | 3      | no           |

シャールの定理は E+(3) の任意の元が螺旋変位であることを主張する。

## 概観

### 次元性
運動群 E(n) の持つ自由度は n(n + 1)/2 である（例えば、n = 2 のとき 3, n = 3 のとき 6 になる）。これら自由度のうち n は平行移動の自由度に割かれており、残りの n(n − 1)/2 は回転対称性ということになる。

### 向きを保つ変換と向きを逆にする変換
運動群 E(n) は向きを保つ等長変換 (direct isometry, déplacement) 全体の成す部分群 E+(n) を持つ。これは n-次元空間における剛体を動かすものという意味で剛体運動 (rigid motions) などとも呼ばれる。この群には平行移動、回転がすべて含まれ、またこれらによってこの群 E+(n) は生成される。E+(n) は特殊ユークリッド群 (special Euclidean group) SE(n) とも呼ばれる。
またこれと対照に、向きを逆にする等長変換 (indirect isometries, opposite isometries) がある。E+(n) は E(n) の指数 2 の部分群であり、運動群を E+(n) で割った剰余類の自明でない唯一の類は、向きを逆にする変換の全体に一致する。即ち、任意の向きを逆にする等距変換（例えば向きを逆にする鏡映）R が一つ与えられれば、向きを逆にする任意の等長変換は向きを保つ適当な変換 D によって DR の形に書ける。
特殊ユークリッド群 SE(3) は古典力学における剛体の運動学で用いられる。剛体運動は実質的にこのユークリッド群における曲線と同じものである。物体 B が始点 t = 0 において適当な向きを持つものとし、各時刻における物体の向きはユークリッドの運動 f(t) に従って始点における向きから決まる（t = 0 において f(0) = I は恒等変換である）。 これはこの曲線が常に E+(3) 内にあることを意味する（実は恒等変換 I から始めるとき、このような連続曲線は向きを保つ変換以外に到達することはあり得ないのである）。これは簡単な位相的理由からくるもので、これら変換の行列式が +1 から −1 に跳ぶことはないということである。
これらユークリッド群の部分群は位相群であるのみならずリー群を成し、その議論の中に解析学の概念を直ちに持ち込むことができる。

### アフィン群との関係
運動群 E(n) は n-次元アフィン群の部分群であり、半直積の構造を以って両群の関係を述べることができる。より明確に、この関係を以下の二つの方法
1. n × n 直交行列 A と列ベクトル b の対 (A, b) として、あるいは
2. （アフィン群の項で述べる通りの）n + 1 次正方行列として、

陽に書き表すことができる。前者について次節で詳述する。
クラインのエルランゲン目録の言葉で言えば、ユークリッド幾何学とはその対称変換の成すユークリッド群に関する幾何学として理解することができる。また従ってアフィン幾何学の特別の場合として読み取ることができて、アフィン幾何学における任意の定理を適用することができる。アフィン幾何学の中でユークリッド幾何学に特徴的な要素として距離の概念があり、またそれから角度の概念を導くことができる。

## 詳細

### 部分群構造、行列とベクトルによる表現
ユークリッドの運動群はアフィン変換群の部分群である。
ユークリッドの運動群 E(n) の部分群として、平行移動群 T(n) と直交群 O(n) があり、また E(n) の任意の元は平行移動に続いて直交変換（変換の線型部）したものとして
{\displaystyle x\mapsto A(x+b)}
（ここで A は直交行列である）あるいは直交変換後に平行移動した
{\displaystyle x\mapsto Ax+b}
としてそれぞれ一意的に表すことができる。部分群 T(n) は E(n) の正規部分群、即ち任意の平行移動 t と任意の等長変換 u に対して
u−1tu
もまた平行移動となる（変位の言葉で言えば、u は t の変位の上に作用する。平行移動は変位に影響を与えないから、この変異は t に変換の線型部を適用した結果と一致する）。
これらの事実を組み合わせれば、運動群 E(n) は O(n) を T(n) で拡大した半直積であることが従う。言葉を替えれば、直交群 O(n) は（自然な仕方で）E(n) の T(n) による剰余群
O(n) ≅ E(n) / T(n)
としても書ける。
さて、特殊直交群 SO(n) は O(n) の指数 2 の部分群である。それゆえ E(n) はやはり指数 2 の部分群 E+(n) を「向きを保つ」変換の全体として持つ。
SO(n) ≅ E+(n) / T(n).
これらは線型部分 A の行列式が 1 の場合に対応する。
これらはある種の鏡映（二次元あるいは三次元の場合、原点を含む直線あるいは平面に関する鏡像という良く知られた鏡映変換、あるいは三次元の回映）の後に平行移動したものも、回転の後に平行移動したものとして表されることを示している。

### 運動群の部分群
運動群 E(n) の部分群の種類は:
有限群必ず不動点を持つ。三次元の場合、任意の点において全部で二つある向きの何れについても、包含に関して極大となる有限群 Oh, Ih が存在する。このうち群 Ih は次に挙げる群の中で考えても極大である。
任意に小さい平行移動・回転あるいはそれらの組み合わせを含まない可算無限群各点においてこの対称変換群の下での像全体の成す集合（最初の点の軌跡）は位相的に離散である。例えば 1 ≤ m ≤ n として互いに独立な方向への m 種類の平行移動で生成される群や有限な点群がそうであり、また格子群もこれに入る。もう少し一般には離散空間群も例として挙げられる。
任意に小さい平行移動・回転あるいはそれらの組み合わせを含む可算無限群この場合、そのような変換群による像全体の成す集合が閉じていないような点も存在し得る。例えば、一次元の場合に歩み 1 および √2 のふたつの平行移動で生成される群や、二次元の場合は原点中心の 1 ラジアン回転の生成する群などがこれに当たる。
適当な点が存在して、その各等長変換による像全体の成す集合が閉じていないような非可算群例えば二次元において、一方向への平行移動全体および別な方向への有理数距離平行移動全体。
任意の点に対して各等長変換による像全体の成す集合が閉じている非可算群
n-次元回転群原点（より一般には任意の一点）を固定する、向きを保つ対称変換全体の成す群。（三次元の場合回転群 SO(3) と呼ばれる）。
直交群原点（より一般には任意の一点）を固定する対称変換全体の成す群。
E+(n)向きを保つ変換全体の成す群。
全ユークリッド変換群 E(n)
m-次元部分空間において上記の変換群の何れかを考えたものと、残りの (n − m)-次元空間の離散変換群との合成。
m-次元部分空間において上記の変換群の何れかを考えたものと、残りの (n − m)-次元空間において上記の変換群の何れかを考えたものとの合成。

### 等長変換の交換性
幾つかの等長変換は合成の順番に依らない:
- ふたつの平行移動
- 軸が同じ二つの回転または螺旋
- 平面に関する鏡映とその平面上の平行移動、その平面に直交する軸の周りの回転、その平面に直交する平面に関する鏡映
- 平面に関する映進とその平面内の平行移動
- 点に関する反転とその点を不動点に持つ任意の等距変換
- 軸の周りの 180° 回転とその軸を含む平面に関する鏡映
- 軸の周りの 180° 回転とその軸に直交する軸の周りの 180° 回転（結果はいずれの軸とも直交する軸の周りの 180° 回転になる）
- 同じ軸の周りの同じ平面に関する二つの回映
- 同じ平面に関する二つの映進

### 共軛類
任意の方向への与えられた距離だけの平行移動は共軛類を成し、平行移動群は任意の距離に対するこれら共軛類の非交和になる。
- 一次元の場合、全ての鏡映が一つの共軛類に入る。
- 二次元の場合、何れかの向きに属する同じ角度の回転は同じ類に入る。同じ距離だけ平行移動する映進は同じ類に入る。
- 三次元の場合:
  - 任意の点に関する反転は同じ類に入る。
  - 同じ角だけの回転は同じ類に入る。
  - 一つの軸に関する回転とその軸に沿った平行移動との合成は、角度が等しくかつ移動距離が等しいとき同じ類に入る。
  - 一つの平面内での鏡映は同じ類に入る。
  - 一つの平面内での鏡映とその平面内での同じ距離だけの平行移動との合成は同じ類に入る。
  - 一つの軸に関する平角でない同じ角度の回転に、その軸に垂直な一つの平面に関する鏡映を合成したものは、同じ類に入る。